# Dům čp. 102 (Štramberk)
Dům čp. 102 stojí na ulici Jaroňkova ve Štramberku v okrese Nový Jičín. Zděný dům byl postaven na konci 18. století. Byl zapsán do Ústředního seznamu kulturních památek ČR před rokem 1988 a je součástí městské památkové rezervace.

## Historie
Podle urbáře z roku 1558 na náměstí bylo postaveno původně 22 domů s dřevěným podloubím, kterým bylo přiznáno šenkovní právo a sedm usedlých na předměstí. Uproščkola a za hradbami 19 domů. Za panování jezuitů bylo v roce 1656 uváděno 53 domů. První zděný dům čp. 10 byl postaven na náměstí v roce 1799. V roce 1855 postihl Štramberk požár, při něm shořelo na 40 domů a dvě stodoly. V třicátých letech 19. století stálo nedaleko náměstí ještě dvanáct dřevěných domů. Dům čp. 102 byl postaven na konci 18. století, pravděpodobně z lomového kamene ze zříceniny hradu. Dům je přistavěn zadní části ke hradební zdi a skále. Sousedí se stavbou bývalé bašty čp. 103. Na začátku 21. století byl domek novým majitelem rekonstruován a byla v něm zřízena kavárna.

## Stavební podoba
Dům je přízemní zděná neomítaná stavba obdélného půdorysu, před rekonstrukcí omítaná. Orientován je dvouosým štítovým průčelím do ulice. Dispozice je trojdílná (síň, jizba a komora). Stavba má sedlovou střechu krytou šindelem. Svisle bedněný štít má dvě okna, podlomení a kabřinec. Vstup je v levé okapové straně. Do interiéru prostupuje skála hradního bradla. K zadní části domu po obou stranách jsou přístavky. Levý slouží jako vstup, pravý byl zbaven střechy a slouží jako venkovní zahrádka.